# إتش. إل. ديفيس
إتش. إل. ديفيس (بالإنجليزية: H. L. Davis)‏‏ (18 أكتوبر 1894 في مقاطعة دوغلاس - 31 أكتوبر 1960 في سان أنطونيو)؛ كاتب، وروائي من الولايات المتحدة.

## الجوائز
- زمالة غوغنهايم

## روابط خارجية
- إتش. إل. ديفيس على موقع الموسوعة البريطانية (الإنجليزية)
- إتش. إل. ديفيس على موقع إن إن دي بي (الإنجليزية)